# 德米特里夫卡 (馬希夫卡區)
49°23′17″N 34°57′43″E / 49.38806°N 34.96194°E
德米特里夫卡（烏克蘭語：Дмитрівка）是位於烏克蘭中部波爾塔瓦州裏波爾塔瓦區的村莊，處於利皮揚卡河畔，面積0.24平方公里，海拔高度127米，2001年人口703。